# Fabas (Tarn e Garonna)
Fabas è un comune francese di 530 abitanti situato nel dipartimento del Tarn e Garonna nella regione dell'Occitania.

## Società

### Evoluzione demografica
Abitanti censiti

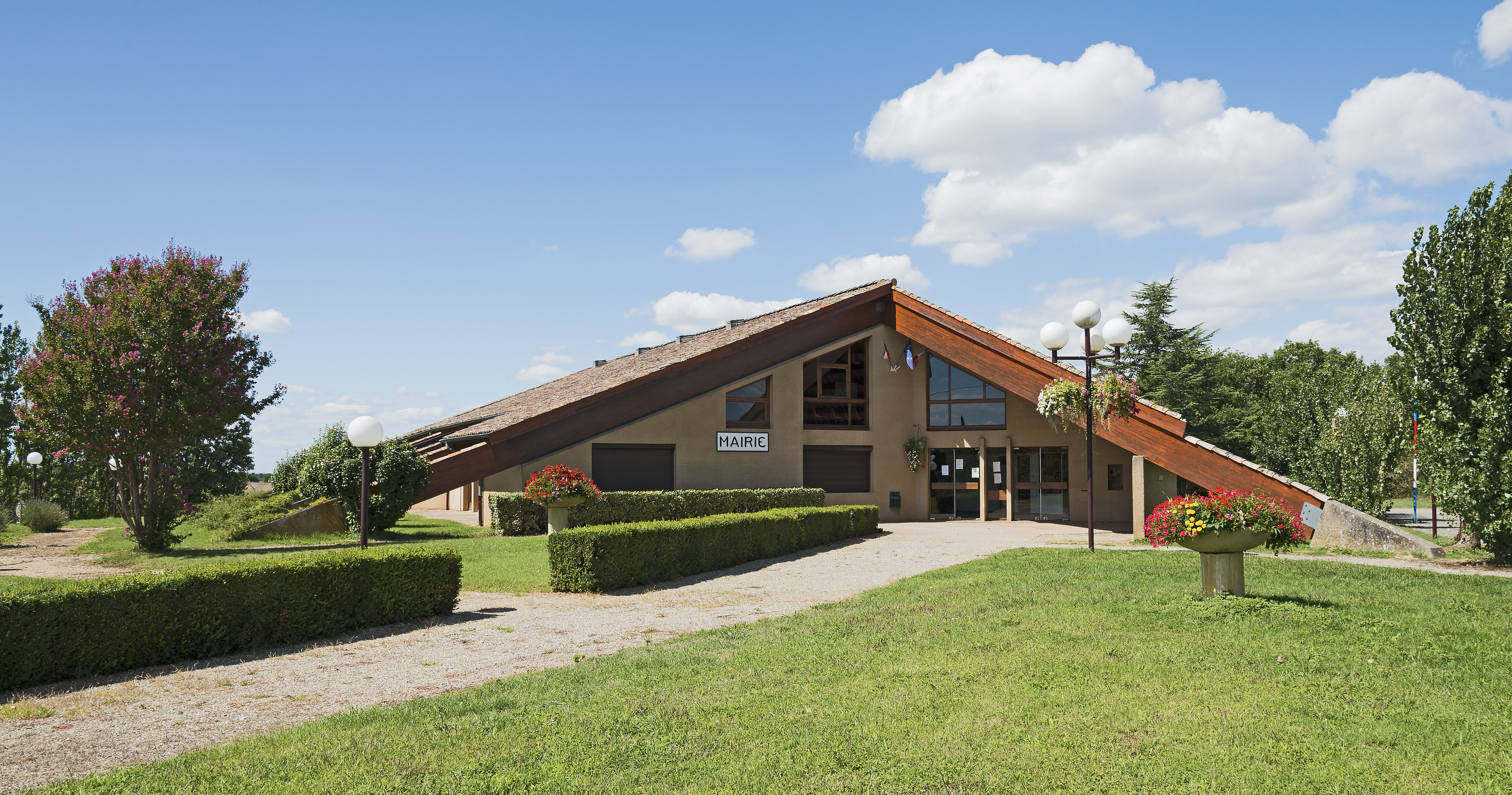
Il municipio